# Chrzan japoński
Chrzan japoński, wasabia japońska, wasabi (Eutrema japonicum) – gatunek rośliny z rodziny kapustowatych (Brassicaceae). Rodzimy obszar jego występowania to: Sachalin, Japonia (wyspy Hokkaido, Honsiu, Kiusiu), Korea i Tajwan. Jest uprawiany w Japonii, Korei, Nowej Zelandii i na Tajwanie.

## Występowanie
Dzikie wasabi rośnie w chłodnych, ocienionych, płytkich strumieniach o bardzo czystej, źródlanej wodzie, wysoko w górach. W uprawie jest sadzone na brzegach takich strumieni, a także w tymczasowych tunelach winylowych na nieużytkowanych polach ryżowych pomiędzy sezonami.

## Zastosowanie
Cała roślina jest wykorzystywana kulinarnie. Głównie jest używana do sushi i sashimi. Utarte świeże kłącze może być użyte tak samo, jak zwykły chrzan. Ucieranie należy zaczynać od górnej części korzenia, blisko łodyg liści. Kucharze używają do ucierania wasabi tarki wykonanej ze skóry rekina skwatina japońska (Squatina nebulosa). 
Wasabi jest powszechnie stosowane jako przyprawa w postaci pasty, której dodatek do potraw sprawia, że sushi lub inne potrawy są bardziej aromatyczne i wyraziste.
Za ostry smak wasabi odpowiadają izotiocyjaniany, głównie sanigryna. Związki te powstają z glukozynolanów, stale obecnych w komórkach, lecz nie wykazujących aktywności biologicznej. Uszkodzenie tkanek prowadzi do ich przekształcenia w izotiocyjaniany. Synteza jest dwuetapowa, najpierw powstaje niestabilny aglikon. Ta reakcja katalizowana jest przez enzym – mirozynazę. W drugim etapie, przy neutralnym pH, aglikon rozpada się do izotiocyjanianu.

## Galeria

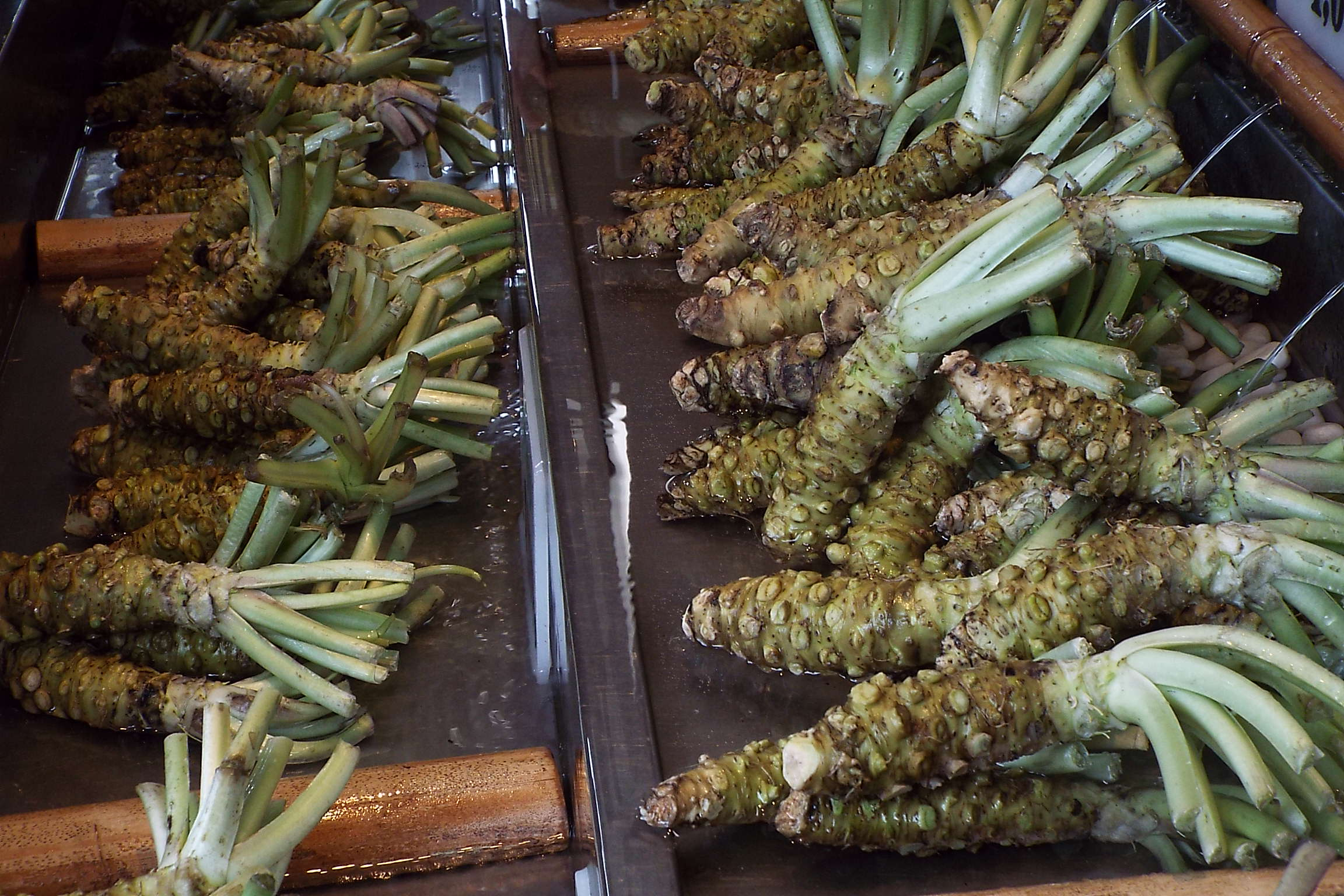
Świeże wasabi na sprzedaż
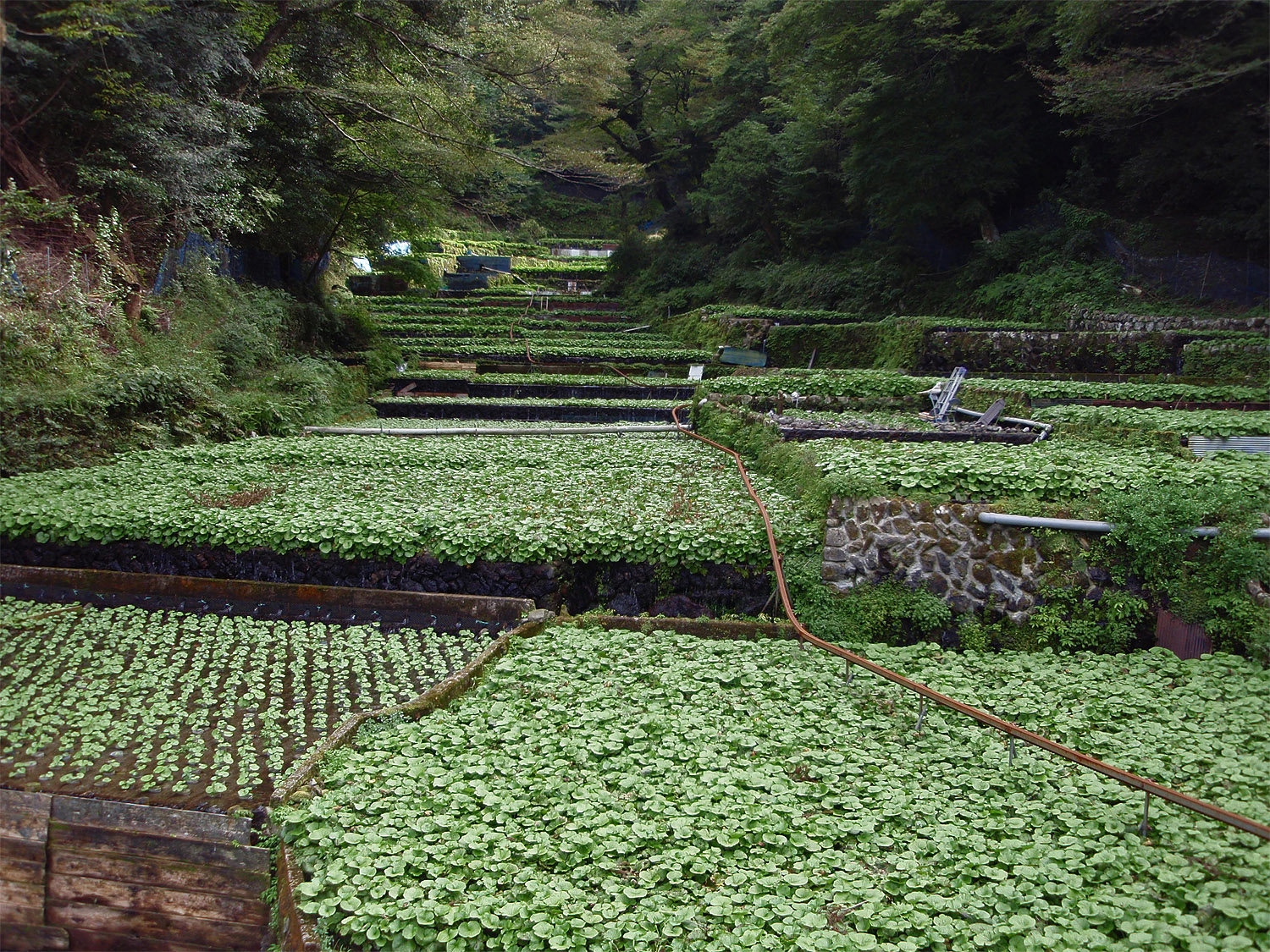
Uprawa wasabi na półwyspie Izu
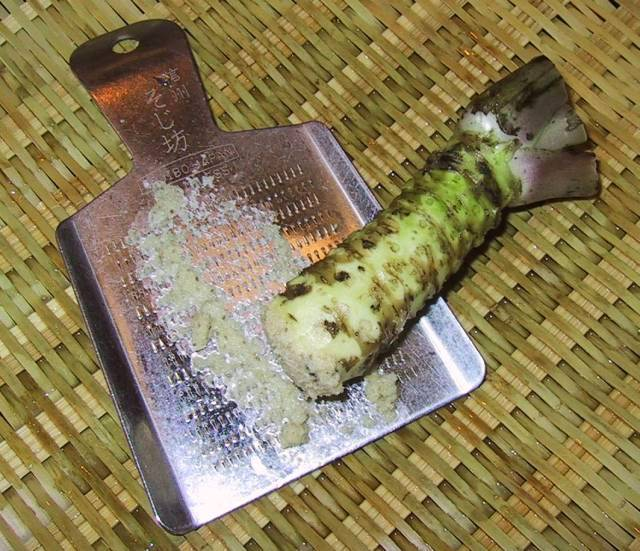
Wasabi ścierane na metalowej tarce oroshigane
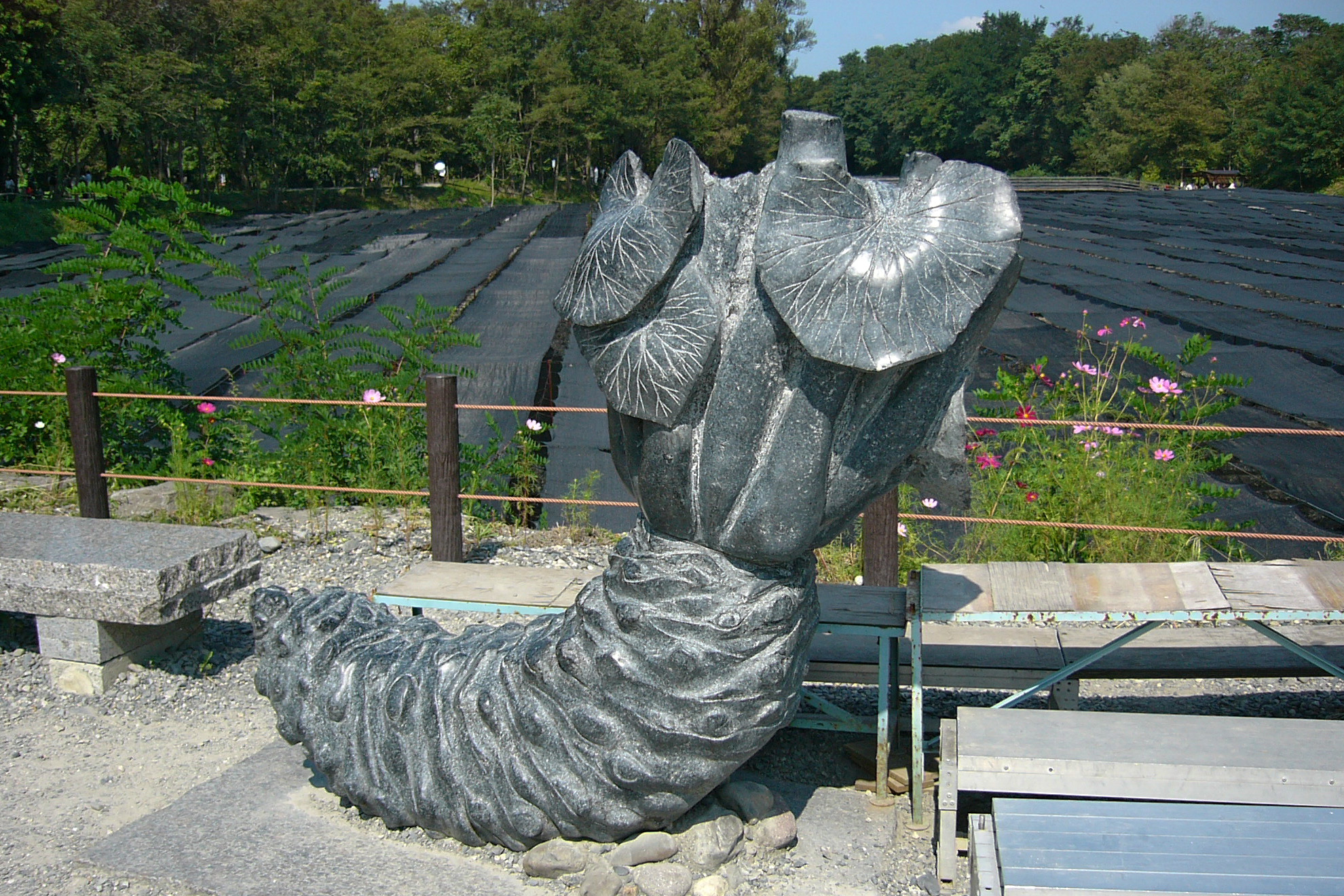
Pomnik wasabi w Azumino, w prefekturze Nagano